# Danijel Subotić
Danijel Subotić (ur. 16 marca 1991 w Zagrzebiu, Socjalistyczna Federacyjna Republika Jugosławii) – piłkarz szwajcarski pochodzenia bośniackiego grający na pozycji napastnika.

## Kariera piłkarska

### Kariera klubowa
Mehmedi urodził się w Jugosławii w rodzinie pochodzenia bośniackiego. Wychowanek FC Basel. Karierę piłkarską rozpoczął w Belgii w składzie SV Zulte Waregem, dokąd został wypożyczony z angielskiego Portsmouth F.C. Latem 2010 przeszedł do włoskiego US Grosseto. Ale po pół roku przeniósł się do Rumunii, gdzie bronił barw klubów Universitatea Krajowa i FCM Târgu Mureș. 5 lipca 2012 podpisał 3-letni kontrakt z ukraińskim Wołyniem Łuck. 1 lipca 2013 przeszedł do FK Qəbələ. W sezonie 2014/2015 grał w Al Qadsia, a w 2015 trafił do klubu Sheriff Tyraspol.  31 stycznia 2017 wrócił do FK_Qəbələ, ale latem 2017 przeniósł się do Ulsan Hyundai FC. 29 marca 2018 został piłkarzem Szachtiora Karaganda. 11 września zasilił skład FC Dinamo Bukareszt, w którym grał do 25 października 2018.

### Kariera reprezentacyjna
W latach 2007–2008 występował w juniorskiej reprezentacji Szwajcarii U-19.

## Sukcesy i odznaczenia

### Sukcesy klubowe
Qadsia SC
- zdobywca Superpucharu Kuwejtu: 2014
- zdobywca Pucharu AFC: 2014
- zdobywca Pucharu Emira Kuwejtu: 2014/15

Sheriff Tyraspol
- mistrz Mołdawii: 2015/16
- zdobywca Superpucharu Mołdawii: 2016